# John Couch Adams
John Couch Adams (Laneast, 5 juni 1819 - Cambridge, 21 januari 1892) was een Brits wiskundige en astronoom. 
Hij is vooral bekend geworden omdat hij het bestaan en de positie van de planeet Neptunus wist te voorspellen aan de hand van wiskundige berekeningen. Hij deed zijn berekeningen aan de hand van afwijkingen of perturbaties in de baan van Uranus, gecombineerd met de wetten van Kepler en Newton. Dezelfde berekeningen werden ongeveer gelijktijdig gedaan door Urbain Le Verrier, maar de twee waren niet op de hoogte van elkaars werk. 
Adams studeerde op het St John's College van de Universiteit van Cambridge. Hij volgde George Peacock op als Lowndean Professor in de sterrenkunde en de meetkunde aan de Universiteit van Cambridge, en zou die positie gedurende 34 jaar (tot aan zijn dood) blijven bekleden, net als een fellowship in de wiskunde aan Pembroke College. Zijn voorspelling van Neptunus is zijn meest bekende werk, maar dit werd gevolgd door een lange en vruchtbare carrière in de sterrenkunde en de wiskunde. In 1856 publiceerde hij een nieuwe tabel van de parallax van de maan, die de tabel van Johann Karl Burckhardt overtrof en van invloed was op het onderzoek van Marie-Charles Damoiseau, Giovanni Antonio Amedeo Plana, en Philippe Gustave Doulcet. 
Hij won in 1866 de Gouden medaille van de Royal Astronomical Society. In 1884 nam hij deel aan de International Meridian Conference als afgevaardigde van het Verenigd Koninkrijk.
Een krater op de maan is vernoemd naar hem, Walter Sydney Adams en Charles Hitchcock Adams. Ook zijn de buitenste ring van Neptunus, de planetoïde 1996 Adams, en de Adamsprijs naar hem vernoemd. 

## Bron
1. ↑  James R. Newman, "The World of Mathematics," deel 2, Simon and Schuster, New York 1956.

- Bibliothèque nationale de France: cb13321066p (data)
- Gemeinsame Normdatei: 118128825
- International Standard Name Identifier: 0000 0001 0876 8856
- Library of Congress Control Number: n86864941
- Nationale Bibliotheek van Tsjechië: ola2002140097
- Nationale bibliotheek van Australië: 36031487
- Nationale Bibliotheek van Israël: 987007257460905171
- Nederlandse Thesaurus van Auteursnamen: 073157465
- Istituto Centrale per il Catalogo Unico: UBOV424754
- SNAC: w6pk0hgc
- Système universitaire de documentation: 07747161X
- Trove: 1193730
- Virtual International Authority File: 19822938
- WorldCat: E39PBJhmQcHyQGwXWy6yh3pByd